# Gesellschafter-Fremdfinanzierung
Von Gesellschafter-Fremdfinanzierung spricht man dann, wenn ein Gesellschafter einer Kapitalgesellschaft Fremdkapital zur Verfügung stellt, also gleichzeitig als Eigenkapitalgeber als auch als Fremdkapitalgeber (Gläubiger) in Beziehung zu seiner Kapitalgesellschaft tritt.

## Allgemeines und steuerliche Folgen
Der Kapitalbedarf einer Kapitalgesellschaft kann durch Eigenkapital oder durch Fremdkapital gedeckt werden.
Bei einer Kapitalgesellschaft können der oder die Gesellschafter im Gegensatz zu einem Einzelunternehmer ihrer eigenen Gesellschaft neben Eigenkapital gleichzeitig auch Darlehen zur Verfügung stellen; dies nennt man Gesellschafter-Fremdfinanzierung. Bei einem Einzelunternehmen ist dies bereits zivilrechtlich nicht möglich, da der Einzelunternehmer mit sich selbst keine Verträge schließen kann. Bei einer Personengesellschaft kann ein Gesellschafter zwar zivilrechtlich wirksam Verträge mit seiner Personengesellschaft abschließen; steuerlich werden diese Verträge de facto jedoch nicht anerkannt.
Im Falle einer Fremdfinanzierung einer 'Kapitalgesellschaft sind die Zinsen für die Kapitalüberlassung für Zwecke der Körperschaftsteuer im Regelfall voll abzugsfähig, unabhängig davon, ob sie an einen Dritten (zum Beispiel eine Bank) oder an einen Gesellschafter gezahlt werden. Die Bemessungsgrundlage der Gewerbesteuer wird jedoch nur zu 75 % gemindert. Gleichzeitig stellen die Zinszahlungen beim Empfänger steuerpflichtige Kapitalerträge dar. Die Fremdfinanzierung verlagert somit die Steuerlast von der Gesellschaft auf den Gesellschafter.
Solange Gesellschaft und Gesellschafter im gleichen Land steuerpflichtig sind, hat dies für den Staat kaum Konsequenzen (abgesehen zum Beispiel vom Sparerpauschbetrag), da zwar die Zinsausgaben bei der Gesellschaft den Gewinn mindern (gewerbesteuerlich nur zu 75 %), aber beim Gesellschafter der Einkommensteuer unterworfen werden müssen.
Wenn aber Gesellschafter und Gesellschaft in unterschiedlichen Ländern sitzen, kann die Gesellschafter-Fremdfinanzierung dazu genutzt werden, steuerpflichtige Einkünfte aus einem Land (dem Hochsteuerland) in ein anderes Land (das Niedrigsteuerland) zu verlagern. Die Ausgaben werden in dem Hochsteuerland abgezogen und in einem anderen Land niedriger als Gewinn versteuert.

## Rechtliche Situation in Deutschland

### Steuerliche Gegenmaßnahmen und europarechtliche Probleme
Bereits mit dem Standortsicherungsgesetz von 1993 wurde in Deutschland § 8a KStG eingeführt, der unter bestimmten Bedingungen die Abzugsfähigkeit dieser Zinsaufwendungen untersagte. Vergleichbare Vorschriften werden im internationalen Steuerrecht als thin-capitalisation-rules bezeichnet, da sie eine Unterkapitalisierung verhindern sollen. Der § 8a KStG a.F. sah vor, dass Zinsaufwendungen dann nicht abgezogen werden dürfen, wenn die deutsche Kapitalgesellschaft von einem ausländischen Anteilseigner, der mehr als 25 % der Anteile hält, Fremdkapital erhalten hat und eine bestimmte Quote von Fremdkapital zu Eigenkapital (zuletzt 1,5 : 1) überschritten wurde.
Mit Urteil vom 12. Dezember 2002 hat der EuGH entschieden, dass diese Vorschrift mit dem EG-Vertrag unvereinbar ist (Rs. Lankhorst-Hohorst) und daher europarechtswidrig ist.
Die Regelung wird im Rahmen der Unternehmensteuerreform 2008 durch die Zinsschrankenregelung ersetzt. Für einige Unternehmen mit vom Kalenderjahr abweichenden Wirtschaftsjahr gilt die Neuregelung bereits seit dem 1. Juli 2007.

### Fassung des § 8a KStG, gültig 2004 bis 2007
Mit dem Steuervergünstigungsabbaugesetz wurde daher im Jahr 2004 die Regelung zur Gesellschafter-Fremdfinanzierung geändert. Kaum eine Steuerrechtsänderung der letzten Jahre hat zu einer derart großen Kritik in der Fachliteratur geführt wie die Neufassung des § 8a KStG (siehe unten).
Nach der neuen Fassung des § 8a KStG sind Zinsen für Fremdkapital dann nicht abzugsfähig (eine verdeckte Gewinnausschüttung), wenn
- sie Vergütungen für Fremdkapital darstellen, das eine Kapitalgesellschaft nicht nur kurzfristig
  - von einem Anteilseigner, der zu einem Zeitpunkt im Wirtschaftsjahr wesentlich beteiligt war, also mehr als 25 % der Anteile mittelbar oder unmittelbar hält, oder
  - von einer einem wesentlich beteiligten Anteilseigner nahestehenden Person, oder
  - von Dritten (z. B. Banken) mit Rückgriffsmöglichkeit auf wesentlich beteiligte Anteilseigner oder diesen nahestehende Personen (Back-to-back-Finanzierungen)

erhalten hat, und
- die Vergütungen insgesamt mehr als 250.000 € betragen und wenn
  - eine nicht in einem Bruchteil des überlassenen Fremdkapitals bemessene Vergütung vereinbart ist (zum Beispiel eine gewinnabhängige Vergütung) oder
  - in einem Bruchteil des überlassenen Fremdkapitals bemessene Vergütung vereinbart ist („normale“ Zinszahlung), soweit das Fremdkapital zu einem Zeitpunkt des Wirtschaftsjahres das 1,5fache des anteiligen Eigenkapitals (sog. „safe haven“) übersteigt.

Das europarechtlich beanstandete Kriterium des ausländischen Gesellschafters wurde abgeschafft, der Anwendungsbereich der Vorschrift wurde auf inländische Gesellschafter ausgedehnt.
Kommt es zur Anwendung des § 8a KStG auf Vergütungen für die Fremdkapitalüberlassung, ergeben sich sowohl auf Ebene der Kapitalgesellschaft als auch seitens des Anteilseigners steuerliche Konsequenzen.
Im Fall von Währungsswaps unterliegt dem § 8a KStG – entsprechend dem Gedanken einer Bewertungseinheit – nur der Saldo aus Fremdkapitalsatz und Swapsatz.

#### Steuerliche Folgen bei der Kapitalgesellschaft
- Das zu versteuernde Einkommen der Gesellschaft wird erhöht, d. h. die Bemessungsgrundlage der Körperschaftsteuer steigt um die vormals abgezogenen Zinsaufwendungen, die Bemessungsgrundlage der Gewerbesteuer steigt um die abgezogene Hälfte der Zinsaufwendungen.
- Gilt ehemaliges EK02 als verwendet (siehe Anrechnungsverfahren), kommt es gegebenenfalls zu einer Körperschaftsteuer-Erhöhung nach § 38 KStG
- Die Kapitalgesellschaft muss Kapitalertragsteuer einbehalten (25 %, § 43 Abs. 1 Nr. 1 EStG)

#### Steuerliche Folgen beim Anteilseigner
- Dem Anteilseigner als Beteiligtem wird die verdeckte Gewinnausschüttung unabhängig von der Person des Vergütungsempfängers zugerechnet, da nur der Anteilseigner beteiligt ist und nahestehende Personen keine verdeckte Gewinnausschüttung empfangen können
- Aufwendungen beim Anteilseigner im Zusammenhang mit der Fremdkapitalvergütung (z. B. Refinanzierungszinsen) unterliegen dem Abzugsverbot des Teileinkünfteverfahrens (§ 3c Abs. 2 EStG); ist eine Kapitalgesellschaft Anteilseignerin, so sind pauschal 5 % der Dividende/vGA nicht abzugsfähige Betriebsausgabe (§ 8b Abs. 5 KStG).

#### Steuerliche Folgen bei nahestehenden Personen und Dritten
Kommt es bei einer Fremdkapitalgewährung durch nahestehende Personen oder durch Dritte zu einer Anwendung von § 8a KStG, so sind die steuerlichen Folgen extrem komplex und teilweise bis heute umstritten.

#### Kritik an der Neufassung
Kaum eine steuerliche Vorschrift hat in so kurzer Zeit eine Flut an fachwissenschaftlicher Literatur hervorgebracht wie die Neufassung von § 8a KStG. Kern der Kritik ist, dass im Bemühen um die europarechtlich tragfähige Ausgestaltung der Vorschrift aus einer vormaligen Missbrauchsvorschrift (Verhinderung der Gewinnabsaugung durch übermäßige Fremdfinanzierung) eine systemtragende Vorschrift zur Nichtabzugsfähigkeit von Zinsaufwendungen wurde. Die Vorschrift ist in ihrem Anwendungsbereich sehr unklar, so dass rasch ein umfangreiches Anwendungsschreiben durch das Bundesministerium der Finanzen herausgegeben wurde, das die gröbsten Auslegungsschwierigkeiten beheben wollte.
Ursprünglich wurde auch Kritik daran geübt, dass mit dieser Vorschrift ganz alltägliche Vorgänge einer nachteiligen steuerlichen Behandlung unterworfen werden. So sei es üblich, dass mittelständische GmbHs nur dann Fremdkapital von ihrer Bank bekommen, wenn der Gesellschafter dafür bürgt. Dies würde aber nach dem Wortlaut des § 8a KStG unter den Anwendungsbereich des § 8a KStG fallen („Dritter mit Rückgriffsmöglichkeit“), so dass die GmbH die Zinsaufwendungen nicht mehr steuermindernd geltend machen kann und unter Umständen Steuern hätte zahlen müssen, obwohl sie zwar einen positiven EBIT, aber keinen Gewinn ausweist, so dass sie nach Steuern einen Verlust verzeichnet. Das BMF-Schreiben versucht den Anwendungsbereich hier einzuschränken, auch wenn umstritten ist, ob dies mit dem Wortlaut von § 8a KStG zu vereinbaren ist.